# Geising
Geising is een stadje en voormalige gemeente in de Duitse deelstaat Saksen en maakt sinds 2011 deel uit van de gemeente Altenberg in het district Sächsische Schweiz-Osterzgebirge. Het ligt ten oosten van de hoofdplaats Altenberg, in het Ertsgebergte.

## Infrastructuur

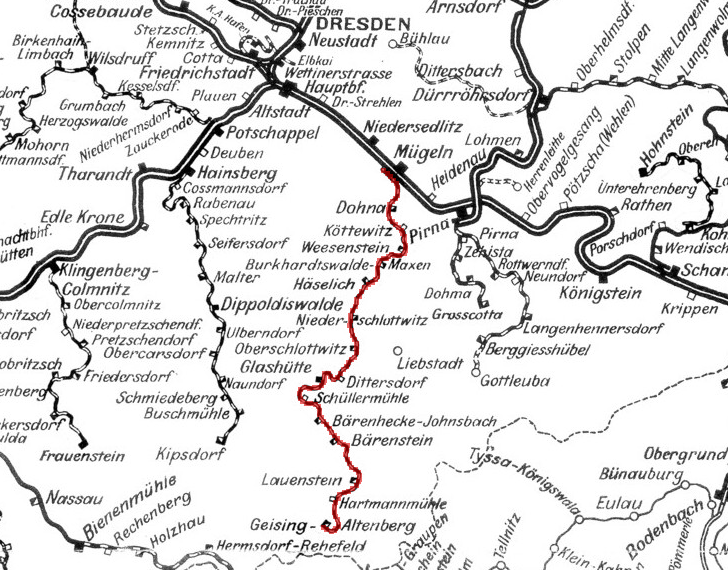
Kaart Müglitztalbahn
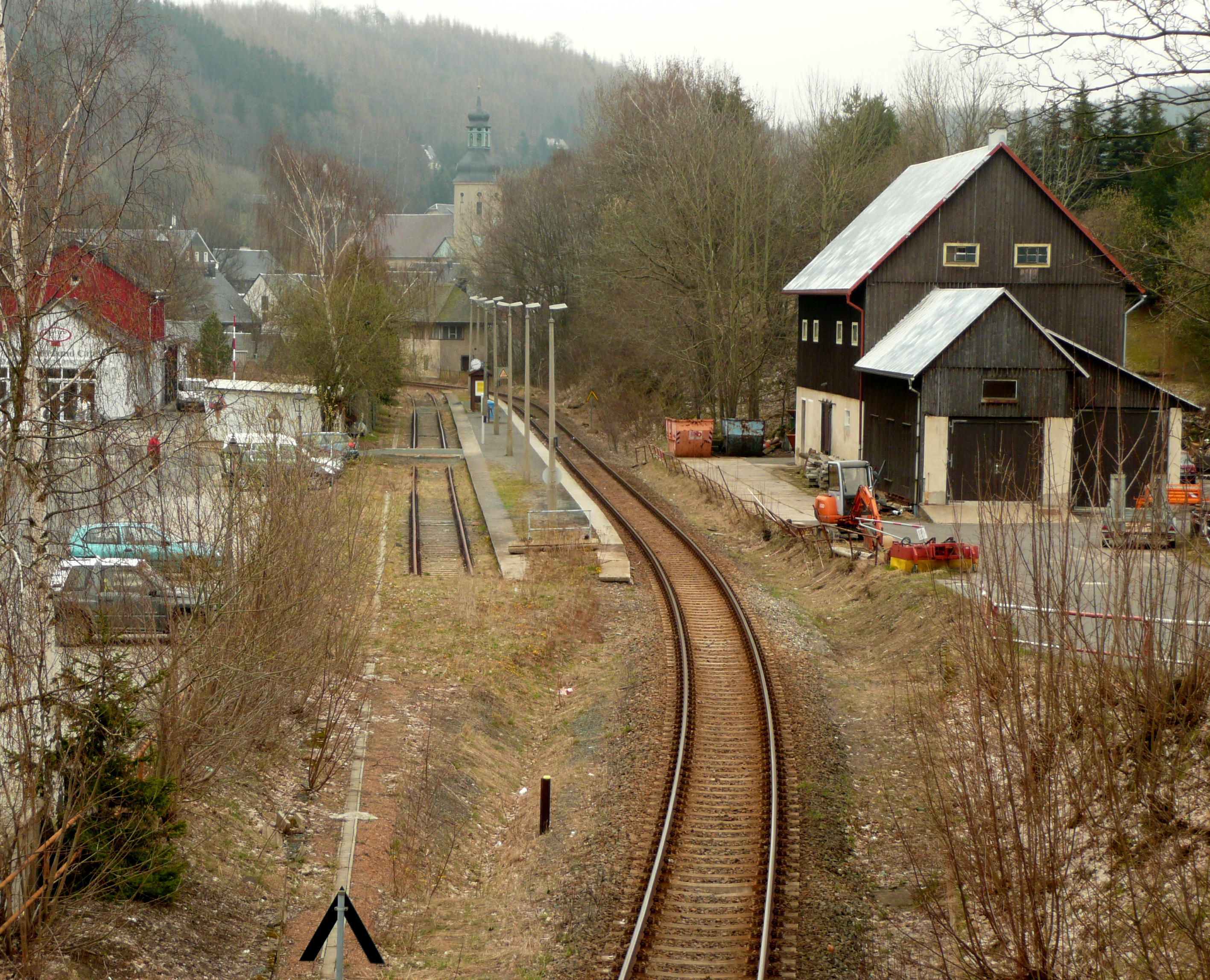
Het station van Geising

Zie ook: Altenberg (Saksen). De grootste verkeersader is de B 170 die door Altenberg loopt, 4 km ten westen van Geising. De dichtstbijzijnde aansluiting op het Autobahnennet is Autobahn A 17 afrit 8 Bad Gottleuba, meer dan 20 km ten noordoosten van Geising.
Geising en Lauenstein hebben beide een klein spoorwegstation aan de Müglitztalbahn (Altenberg- Heidenau). Voor het overige is de openbaar vervoergebruiker op streekbussen aangewezen, waarvan de meeste alleen op werkdagen in de spitsuren rijden.

## (Voormalige) stadsdelen
Altgeising en Neugeising, later samengegroeid tot één stadje Geising,  met eind 2021 bijna 1.200 inwoners, was tot aan de gemeentelijke herindeling van  1 januari 2011 een aparte gemeente, waartoe ook de vijf hieronder kort beschreven dorpen en stadjes behoorden. In 2011 werden Geising, Lauenstein, Fürstenau, Fürstenwalde, Liebenau,  en Löwenhain onderdelen van Altenberg (Saksen). Geising en Lauenstein kregen de status Stadtteil, de andere vier plaatsjes, evenals de Fürstenauer gehuchten Gottgetreu, Müglitz en Rudolphsdorf, en het gehucht Kratzhammer, werden 8 Ortsteile van Altenberg. In april 2022 verloren Rudolphsdorf en Kratzhammer de status van Ortsteil.
Geising is waarschijnlijk naar de ruim 820 meter hoge Geisingberg in het Ertsgebergte genoemd. De naam van deze berg heeft zijn oorsprong in het begrip gieten, wat zowel op tin gieten als op de vaak overvloedige regenval kan slaan.  Geising ontstond als mijnbouwnederzetting. hier werden tin-, ijzer- en zilvererts gedolven. Aan de beken ontstonden ook hamermolens, waar smeden het gedolven metaalerts verder verwerkten. Aan de westelijke oever van de snel stromende beek Geisingbach ontstond in de heerlijkheid Bärenstein Altgeising, dat in 1453 stadsrechten verkreeg, en aan de oostkant van deze beek werd in 1462 in opdracht van de heren van Lauenstein  en met toestemming van keurvorst Frederik II van Saksen een stadje Neugeising gesticht. De grens tussen Bärenstein en Lauenstein liep in het verleden dwars door Geising, dat dus lange tijd een dubbelstadje was. In de 19e eeuw fuseerden de twee stadjes tot Geising. In de DDR-tijd was Geising in de jaren 1950 een wintersportoord. Ten gerieve van het zomertoerisme werd in 1954 een kunstmatige waterval aangelegd, de Tiefenbach-Wasserfall.
- Fürstenau, 4 km ten zuidoosten van Geising,  een dorp met eind 2021 bijna 200 inwoners, hoogte 680–740 m boven de zeespiegel; in het zuiden grenzend aan Fojtovice, gemeente Krupka, Tsjechië. Het dorp is gesticht rond 1250 als mijnbouwnederzetting. Tot Fürstenau behoren de gehuchten Gottgetreu en Müglitz. Nabij het dorp ligt een klein hoogveengebied (natuurreservaat) en een heidegebied. Hier komt het korhoen nog voor. Fürstenau is reeds sedert circa 1950 een kunstenaarsdorp. Beoefenaren van verschillende vormen van beeldende kunst hebben of hadden hier hun atelier. Onder hen zijn echter geen artiesten, die buiten de regio beroemd zijn geworden.
- Fürstenwalde, 6 à 8 km ten oosten van Geising, een dorp met (inclusief het aan de oostkant gelegen gehucht Rudolphsdorf) eind 2021 ruim 300 inwoners, hoogte 629 m boven de zeespiegel; in het zuiden grenzend aan Adolfove, gemeente Telnice (okres Ústí nad Labem), Tsjechië. Evenals Fürstenau lag het in de 14e eeuw ontstane houthakkers- en houtskoolbrandersdorpje in  de Heerlijkheid Lauenstein. In de 15e eeuw werd er ijzererts ontdekt, waardoor men mijnbouw ging bedrijven, en het gehucht Kratzhammer ontstond. Het dorp ligt aan een beek, de Müglitzbach, die om zijn overstromingen in het voorjaar berucht is. Langs een markant punt, het Schwarze Kreuz, bij de Duits-Tsjechische grens, liep vanaf de 15e eeuw een belangrijke straatweg. De postkoetsen van Dresden naar Teplice maakten van deze route gebruik.
- Liebenau, 7 à 10 km ten noordoosten van Geising, een langgerekt (3½ km) dorp met eind 2021 ruim 400 inwoners, hoogte 530–625 m boven de zeespiegel. Het dorp ontstond in de middeleeuwen als mijnwerkersnederzetting. Het dorp had veel te lijden van de 15e-eeuwse Hussietenoorlogen, de Dertigjarige Oorlog (1618-1648), van een pestepidemie in 1633, en van de Zevenjarige Oorlog, die in 1760 een dodelijke tyfusepidemie met zich meebracht.
- Löwenhain, 1 à 3 km ten oosten van Geising,  een langgerekt (2½ km) dorp met eind 2021 bijna 175 inwoners, hoogte 631 m boven de zeespiegel; eveneens een oude mijnwerkersnederzetting; het dorp is vanaf plm. 1990 enigszins verwaarloosd.
- Lauenstein, 5 km ten noord-noordoosten van Geising,  een oud stadje met eind 2021 ruim 500 inwoners, hoogte 470–710 m boven de zeespiegel. Lauenstein ontstond rondom het kasteel Lauenstein (waarvan niet duidelijk is, wie het liet bouwen) op de grens tussen Saksen en Bohemen in de 13e eeuw. De plaats verkreeg marktrecht in 1374 en stadsrechten in 1494. Op het laagst gelegen punt van het stadje is een spoorwegstation. Lauenstein ligt aan een beek, de Müglitzbach, die om zijn overstromingen in het voorjaar berucht is. Het stadje kwam vanaf circa 1450 door de nabije tinerts-mijnbouw tot een bescheiden bloei.  Lauenstein was van 1515-1821 in bezit van de adellijke familie Von Bünau, die de titel Heer van Lauenstein mocht voeren. In 1594 en 1806 werd Lauenstein door grote, tientallen huizen verwoestende, branden geteisterd. Door de ongunstige ligging en het ontbreken van vruchtbaar boerenland in de directe omgeving bleef Lauenstein klein van omvang. De ongunstige economische ontwikkeling (ligging in een grensgebied; beëindiging van de mijnbouw; geen mogelijkheden tot stadsvernieuwing of -uitbreiding) zorgde voor een ontvolking: in de jaren 1950 had Lauenstein nog 1.250 inwoners,  rond 2000 nog 800, en in 2018 nog slechts 517.

## Economie
Geising en omgeving leven nagenoeg uitsluitend van het toerisme.

## Bezienswaardigheden
- - De evangelisch-lutherse stadskerk te Geising (voltooid in 1680), gebouwd in barokstijl, heeft een bezienswaardig interieur, met o.a. een altaarstuk uit 1520, een doopvont van zandsteen uit 1741 en een in 2013 gerenoveerd, oorspronkelijk 18e-eeuws kerkorgel.
  - Het kasteel Lauenstein, gebouwd in de 13e eeuw, uitgebouwd in renaissancestijl in de 16e-17e eeuw, dat tot de 19e eeuw deels tot ruïne was vervallen, maar daarna grotendeels is gerestaureerd, kan bezichtigd worden. Sinds  1980 is er een streek-, mijnbouw- en kunstmuseum in gehuisvest. Vanaf 1943 was er een belangrijke bibliotheek uit de stad Hamburg in ondergebracht; deze werd aan het eind van de Tweede Wereldoorlog naar Leningrad in de Sovjet-Unie  gebracht, en pas in 1991 aan Duitsland teruggegeven.
  - De evangelisch-lutherse stadskerk (St. Marien und Laurentin) van Lauenstein is een laatgotische hallenkerk met bezienswaardig, ten dele 17e-eeuws barok interieur. Het altaarstuk in deze kerk (1594-1602) wordt als kunsthistorisch belangrijk beschouwd. Ook de kansel en de grafkapel van het adellijke geslacht Von Bünau in de kerk zijn bezienswaardig.
  - Het aan de voet van het kasteel gelegen marktplein van Lauenstein, en de straten eromheen, alsmede de stadskern van Geising, met verscheidene oude vakwerkhuizen, vormen beide een schilderachtig stadsbeeld. Het stadhuis van Geising werd in 1908 nog in oude stijl gebouwd.
  - Een regionaal gebruik rond kerstmis is het vertonen van zogenaamde, vaak door lokale kunstenaars gemaakte, kerstpiramides, een variant op de kerststal.
  - Er zijn mogelijkheden tot wandelen in deze gemeente. Er is o.a. een educatief wandelpad met de mijnbouw als thema (Grenzüberschreitender Bergbaulehrpfad), dat de grens met Tsjechië ook overschrijdt.
  - Geising beschikt over wintersportmogelijkheden, waaronder een ijsstadion, en over een natuurbad met de naam Hüttenteich met speelfaciliteiten voor kinderen.

## Afbeeldingen

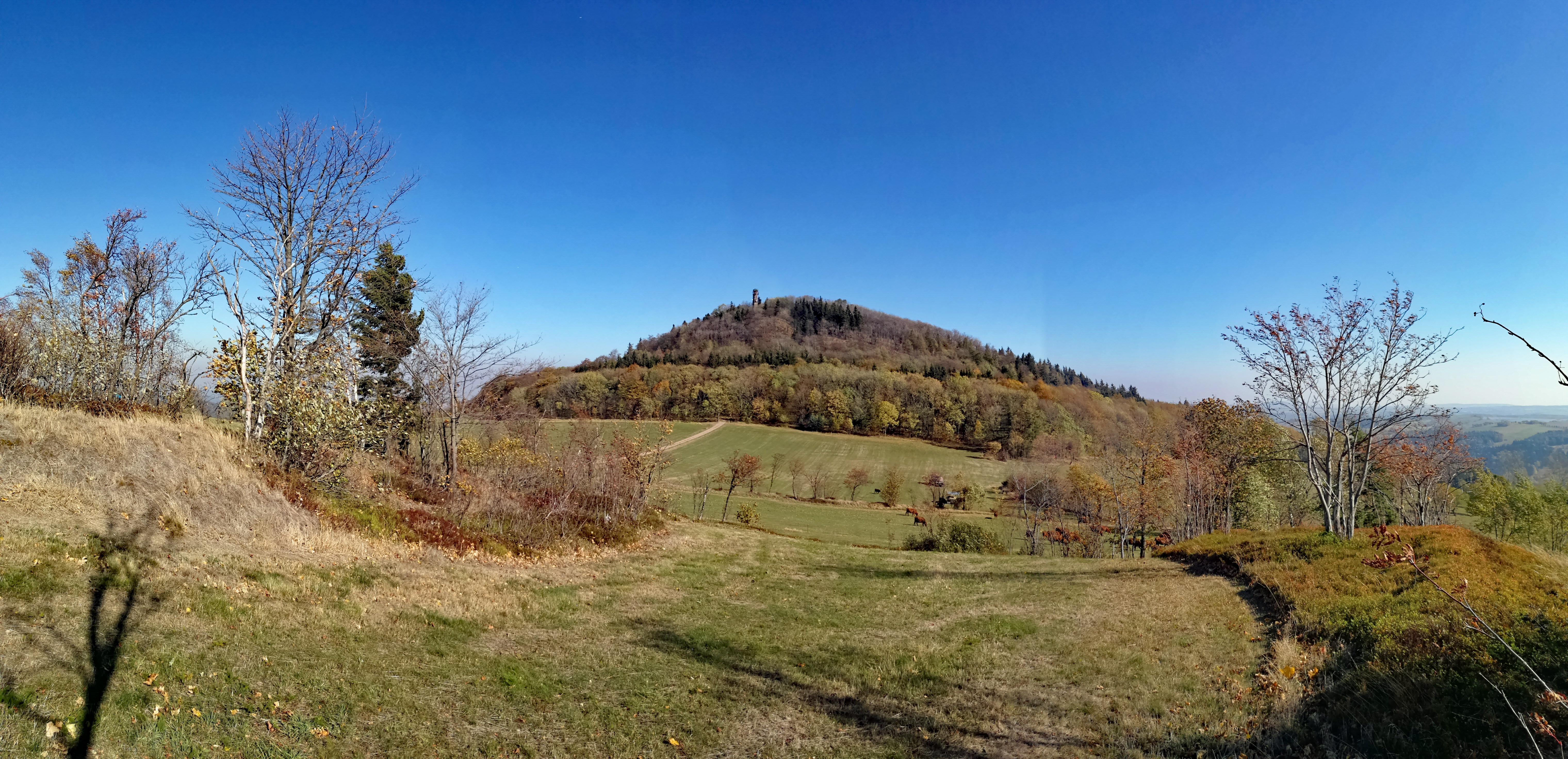
De Geisingberg
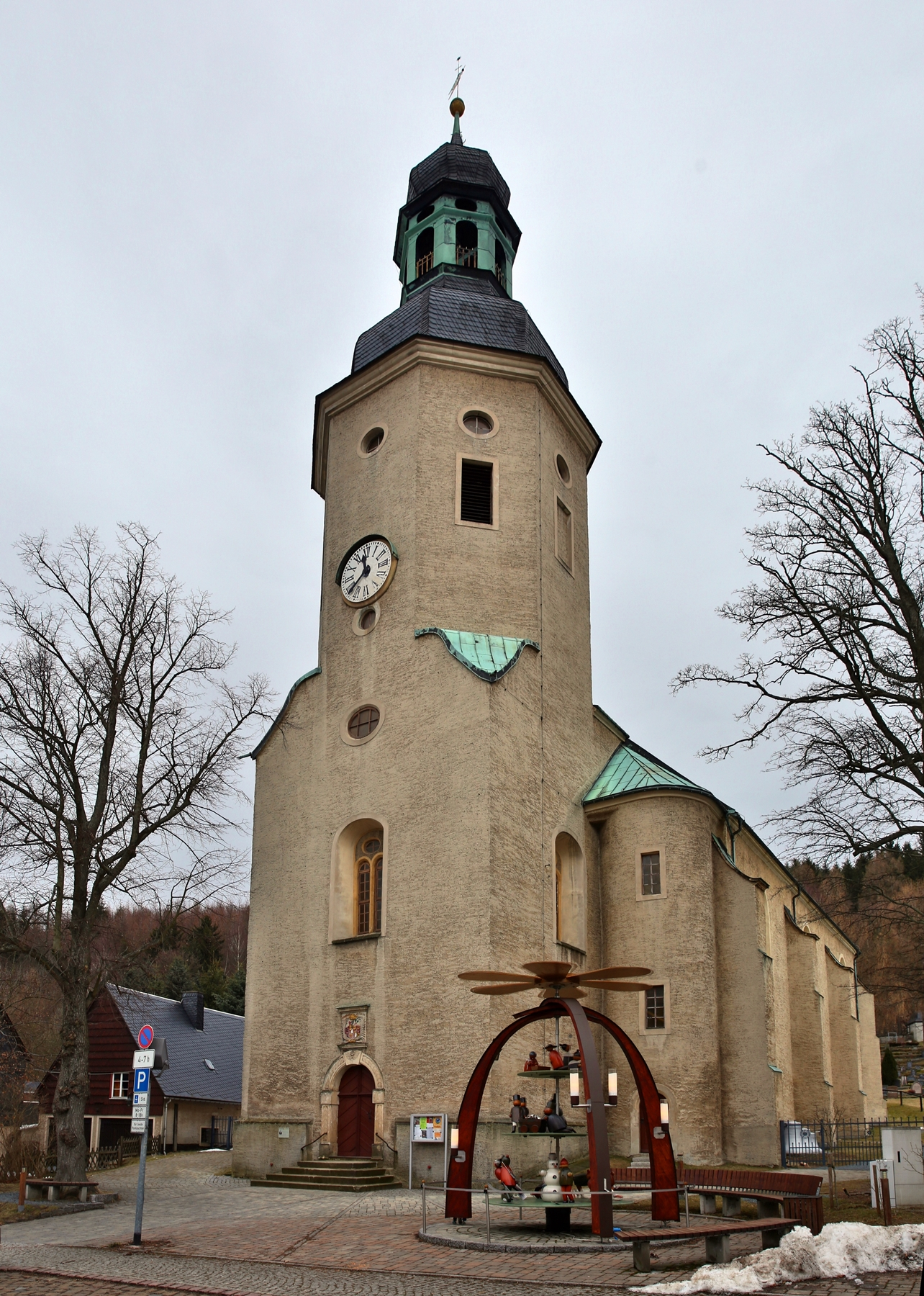
Evang.-lutherse stadskerk, Geising (1690)
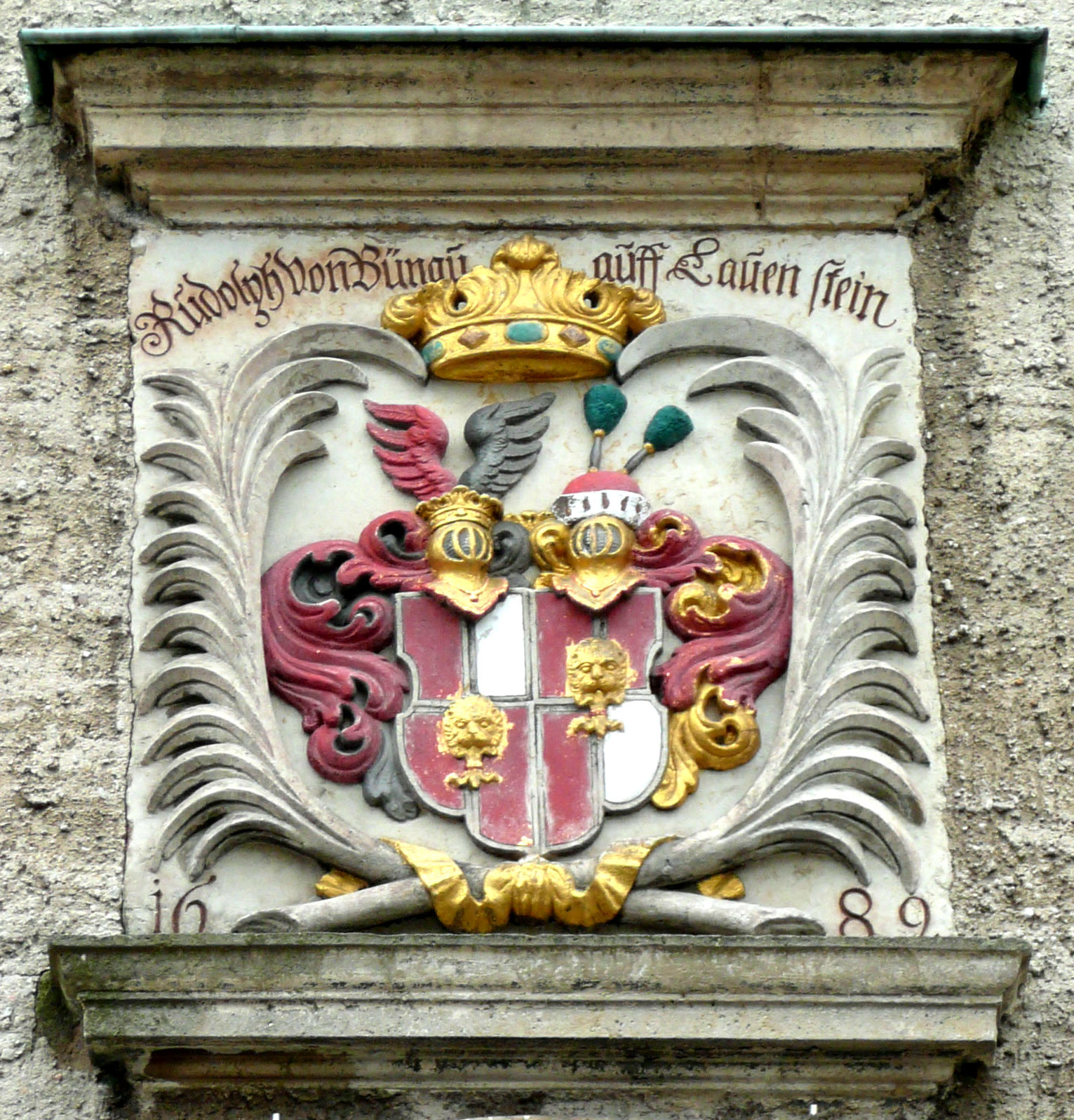
Familiewapen van de Heren von Bünau, aangebracht aan deze kerk
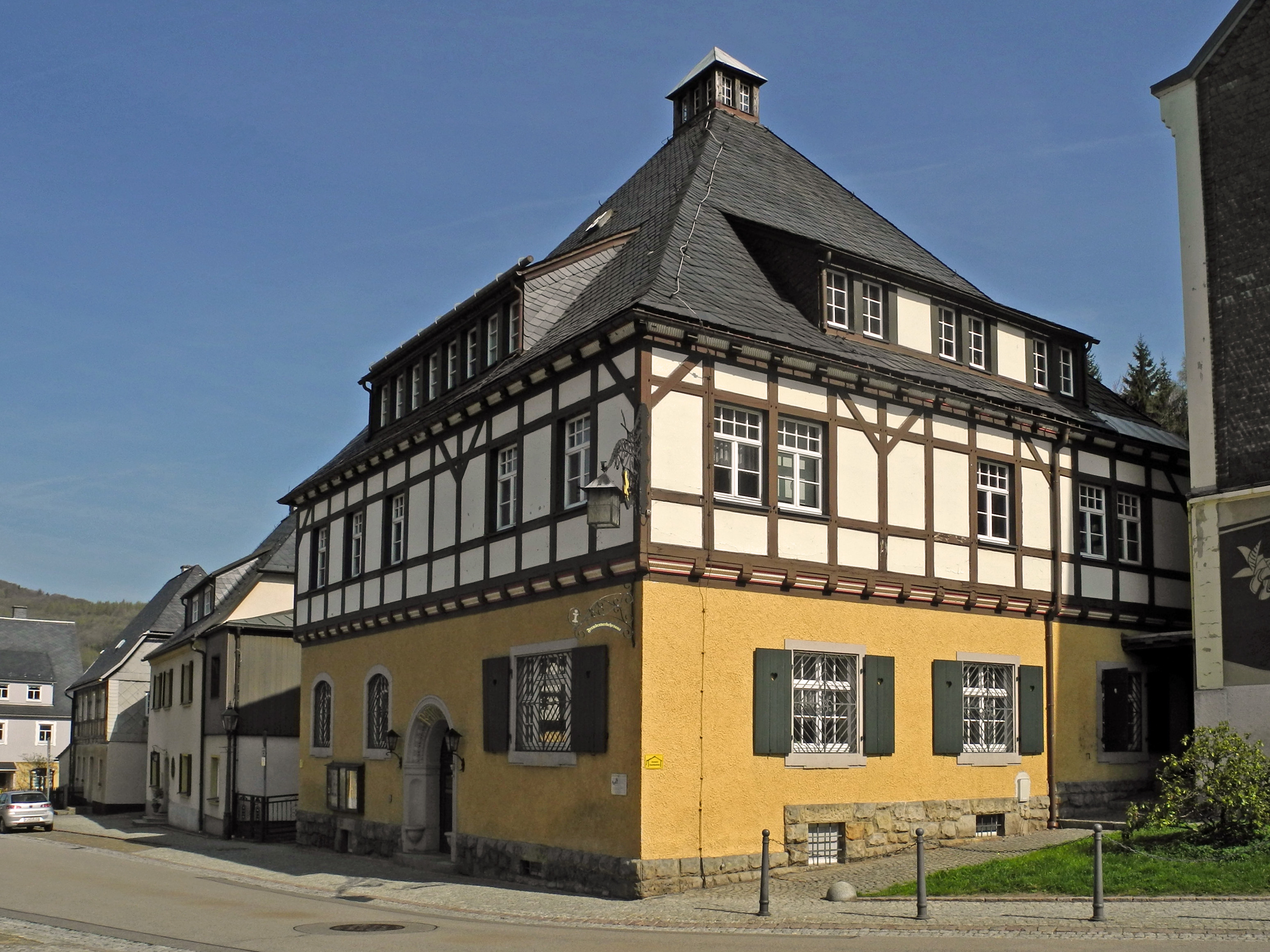
Stadhuis van Geising
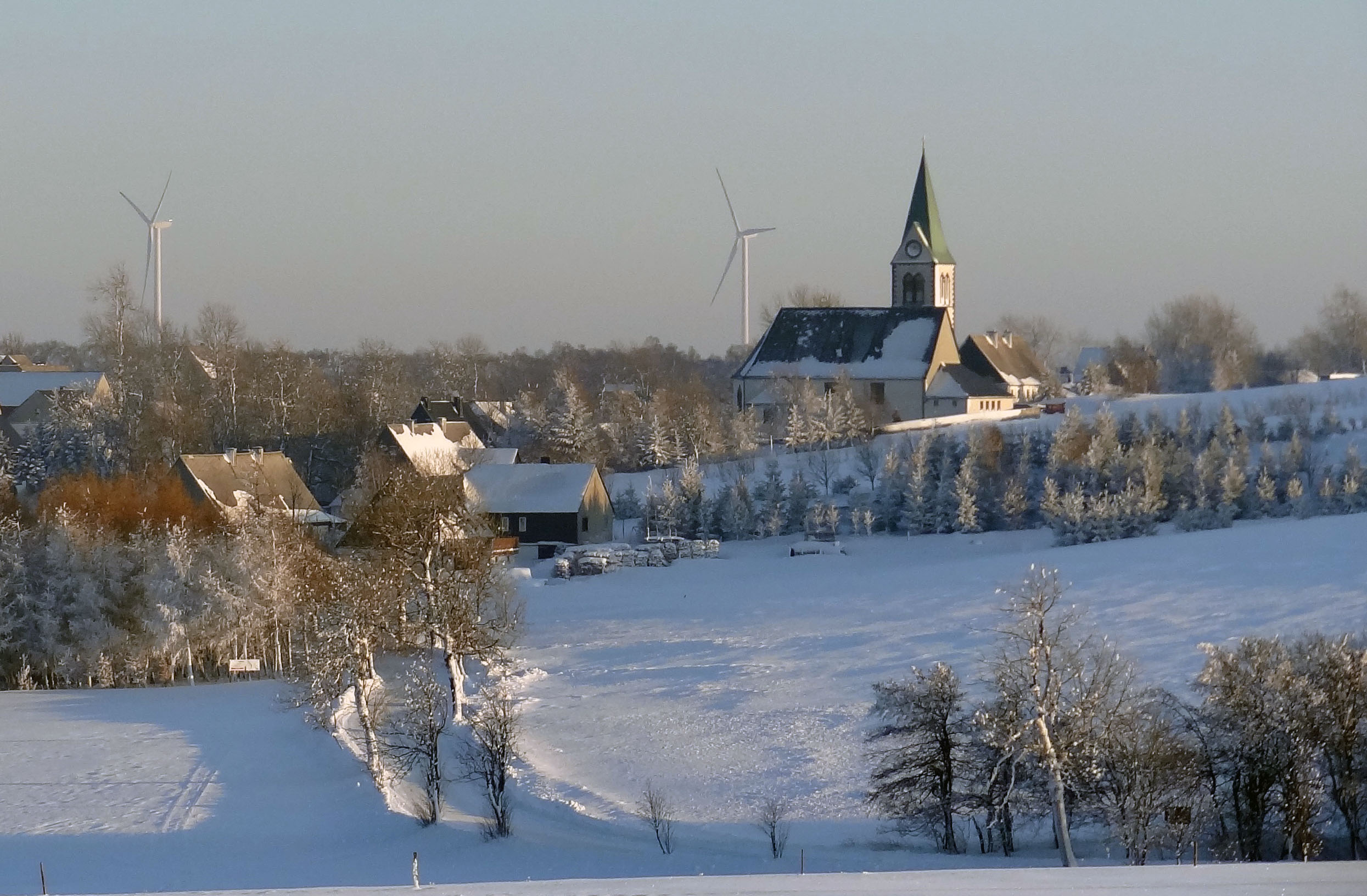
Gezicht op Fürstenau (winter 2012)
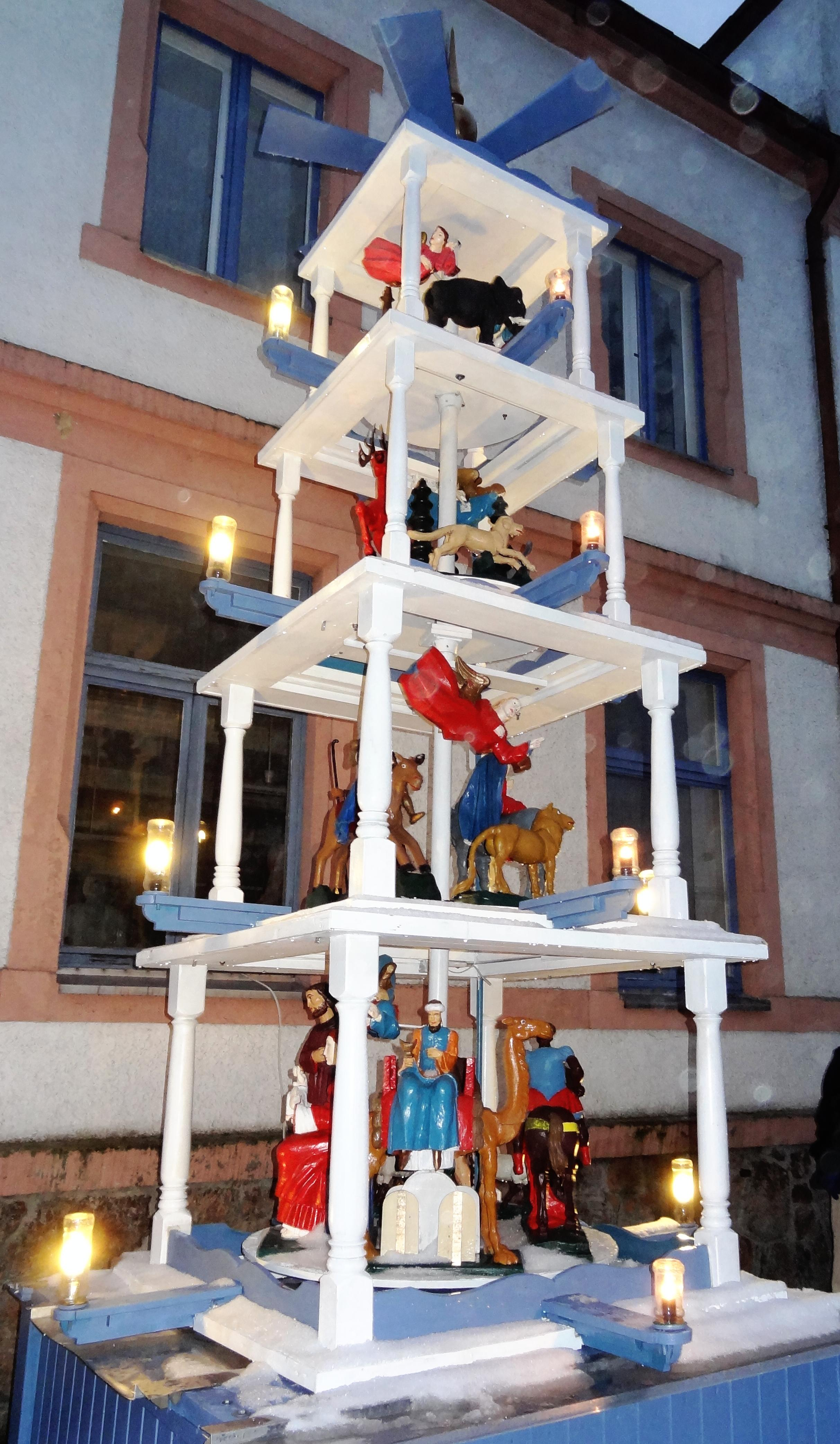
Kerstpiramide (kerstmis 2013) te Fürstenau
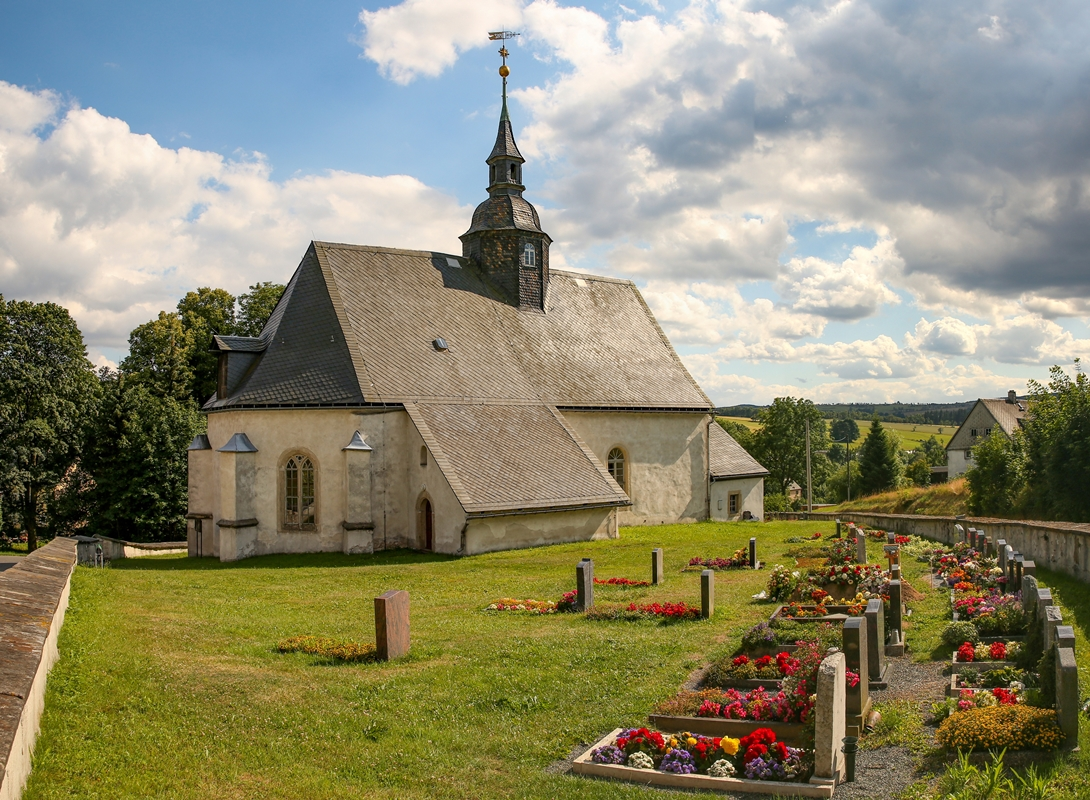
Dorpskerk Fürstenwalde
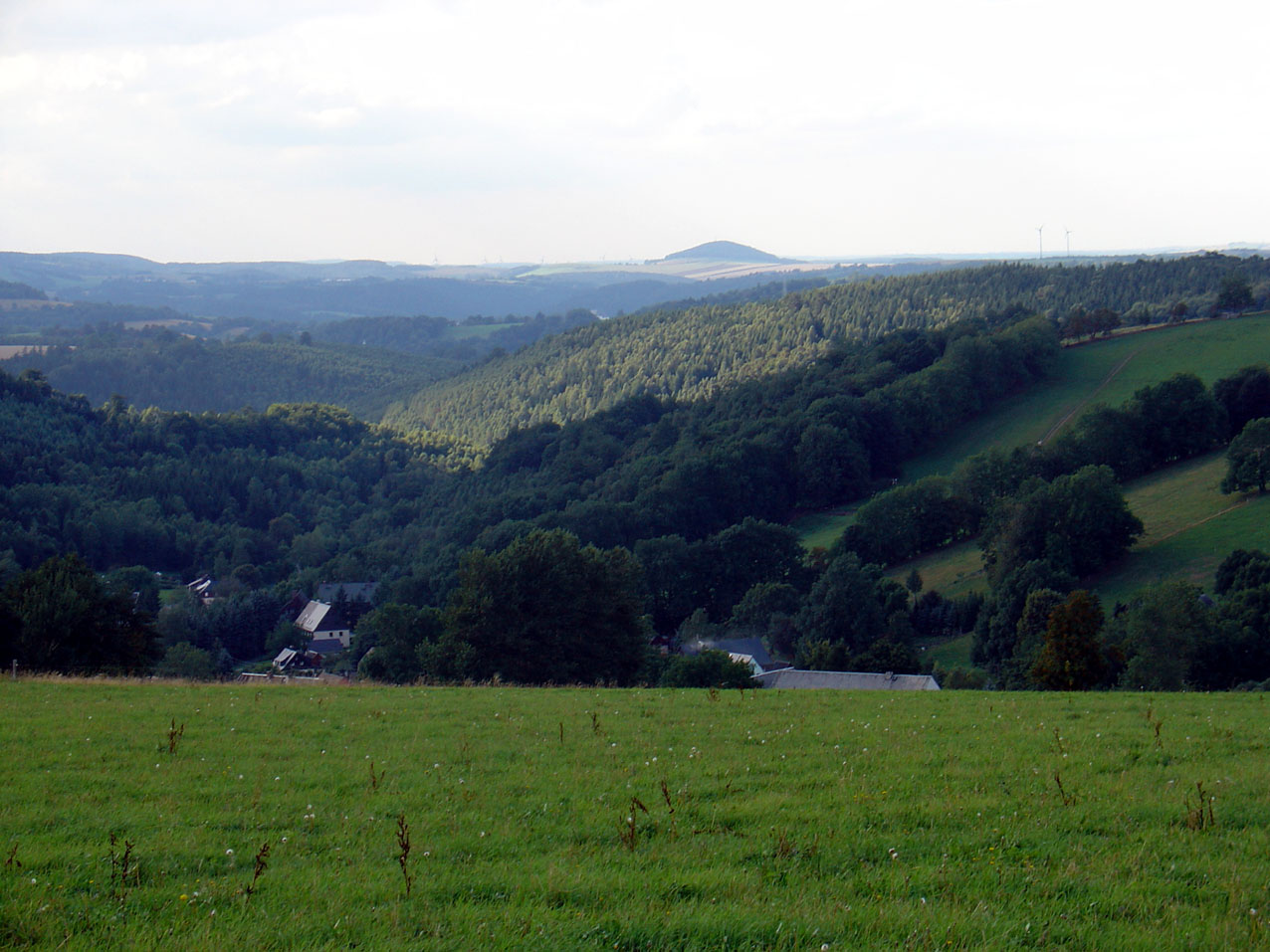
Gezicht op het gehucht Kratzhammer
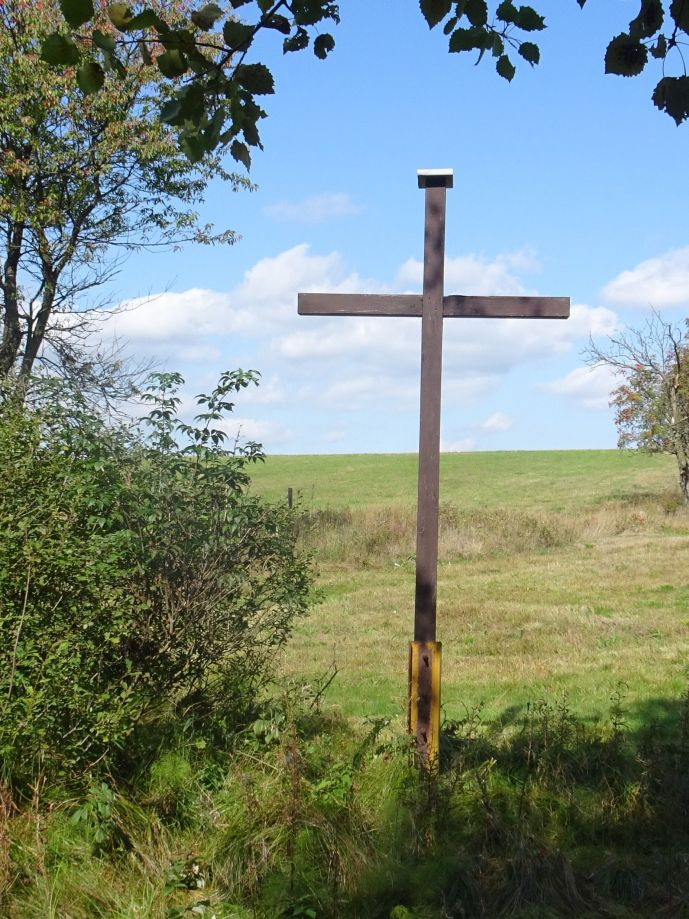
Het Zwarte Kruis op de Duits-Tsjechische grens
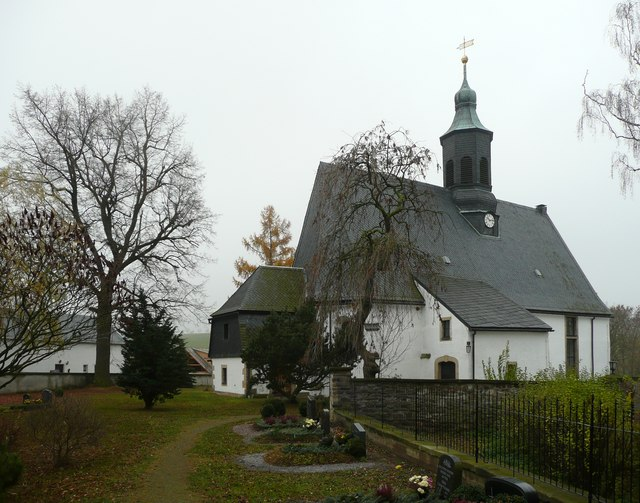
Liebenau, Twaalf-Apostelenkerk
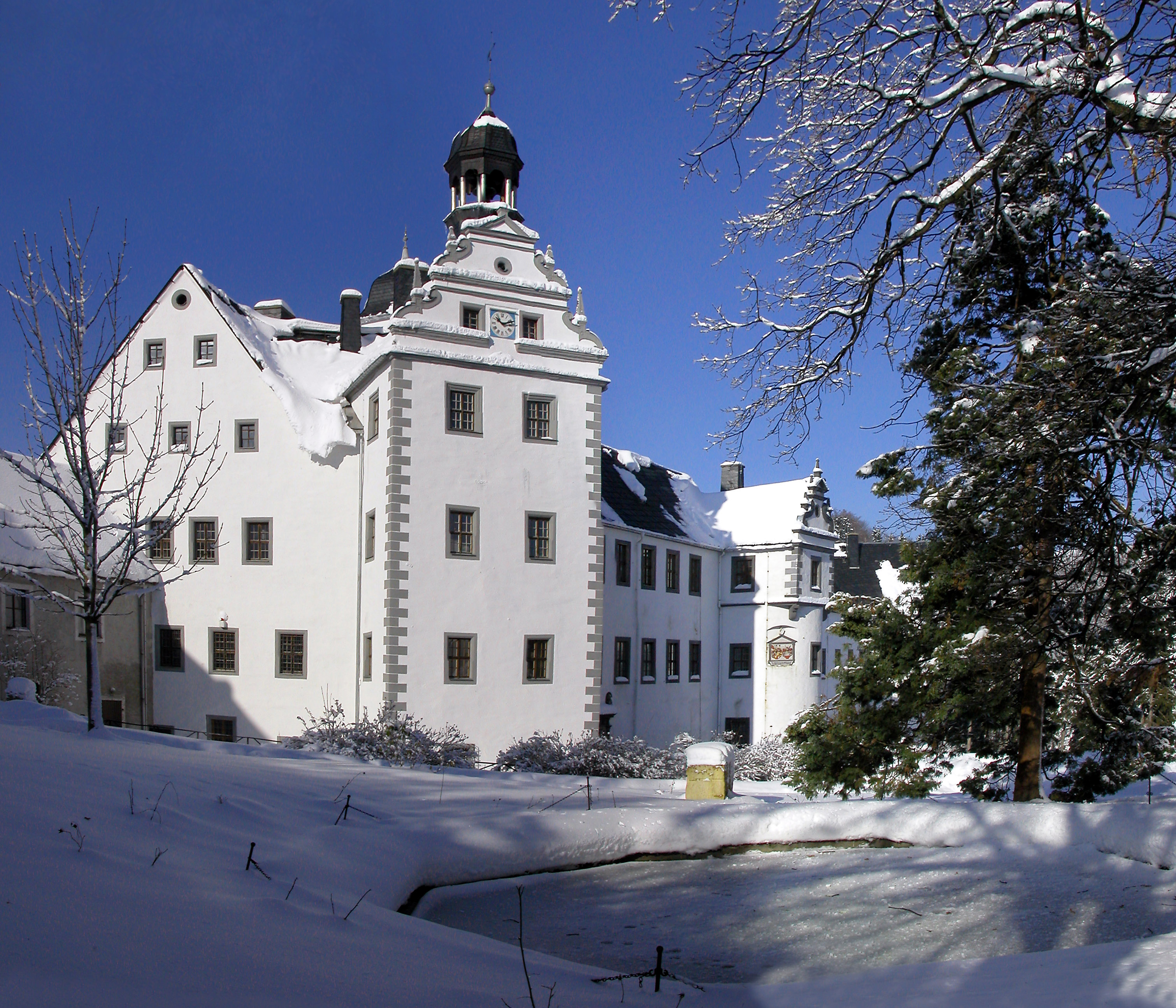
Kasteel Lauenstein (2005)
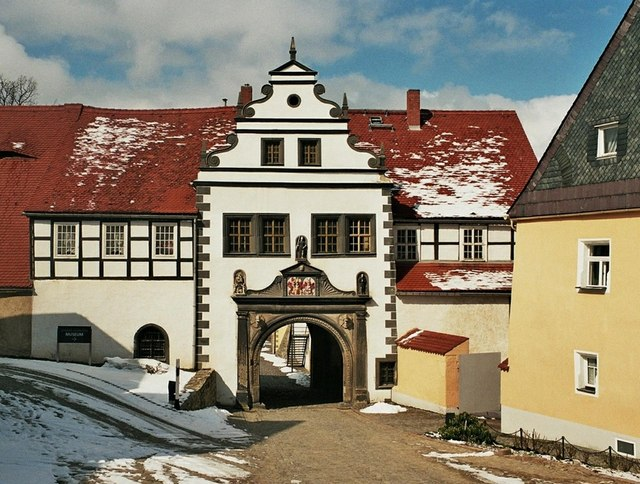
Idem, poorthuis
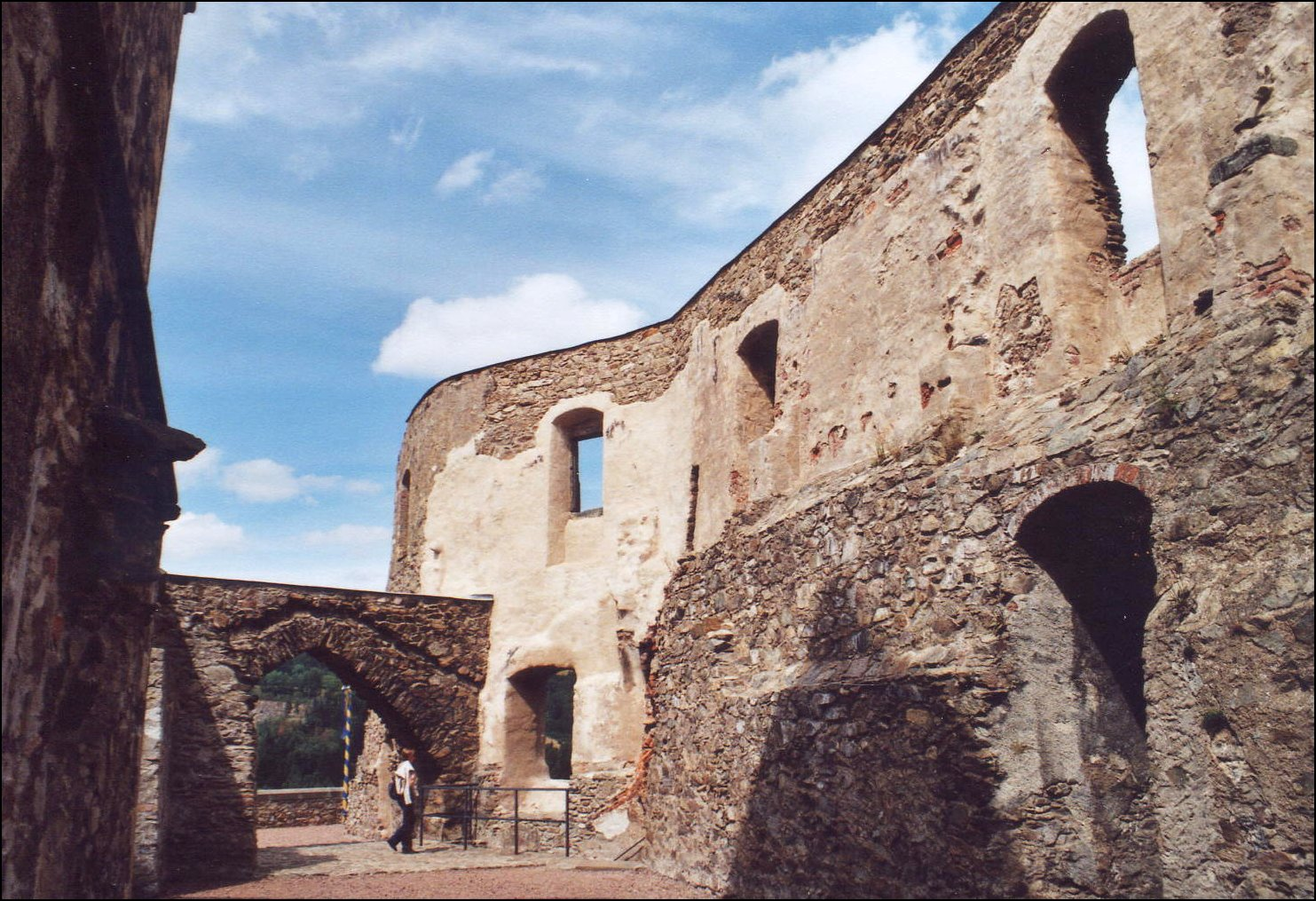
Idem, gedeelte dat als ruïne is geconserveerd
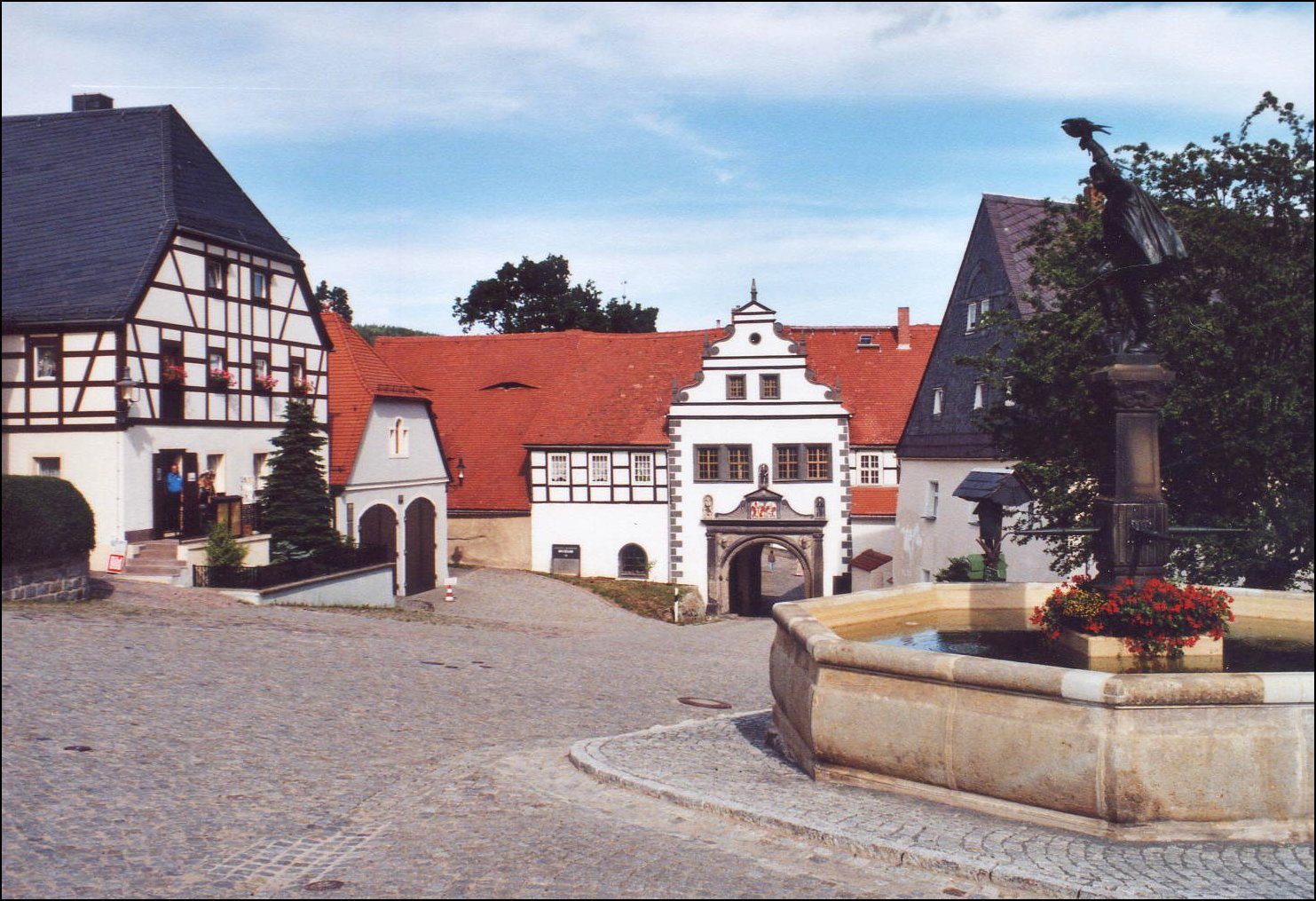
Het marktpleintje van Lauenstein
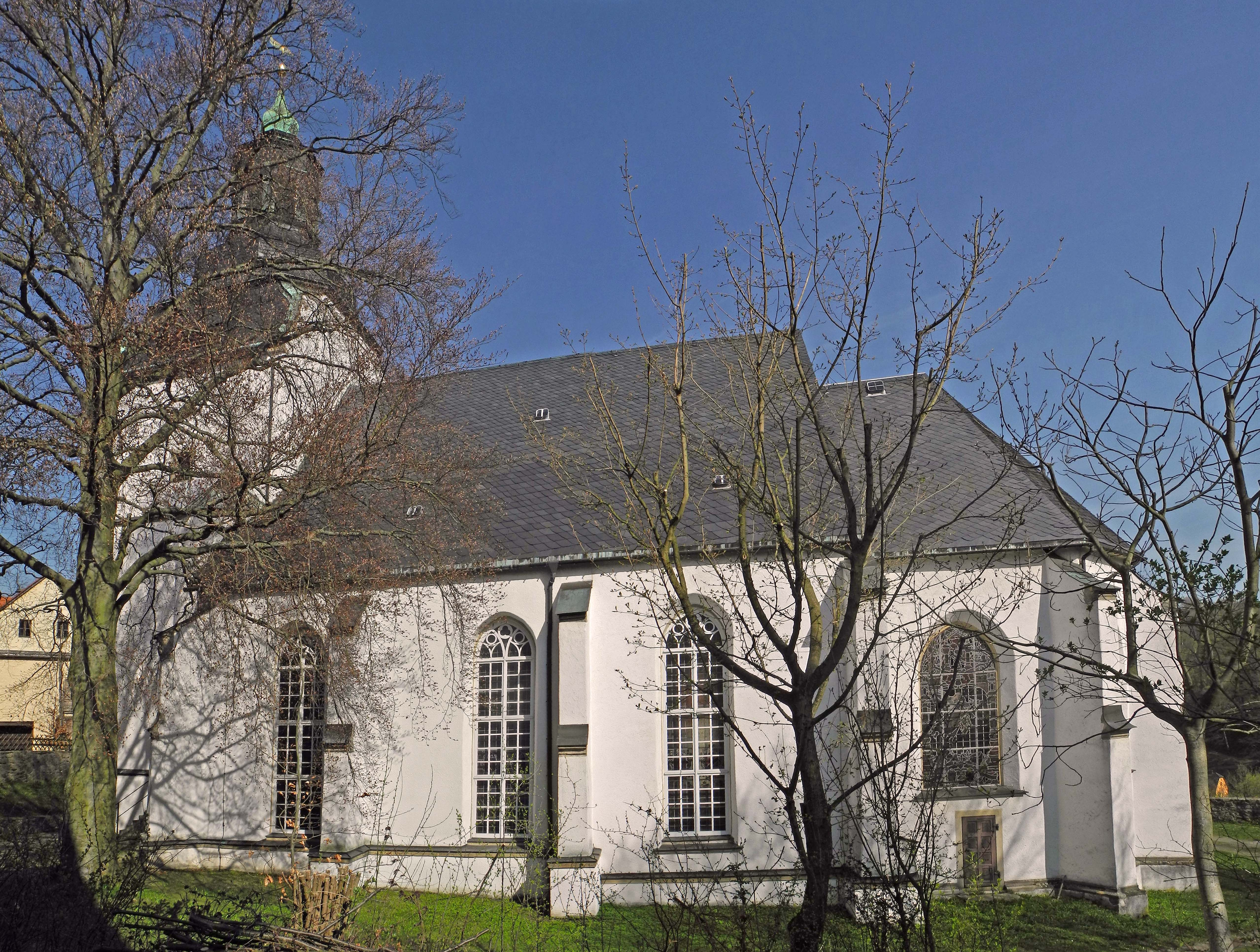
Kerk St. Marien und Laurentin, Lauenstein
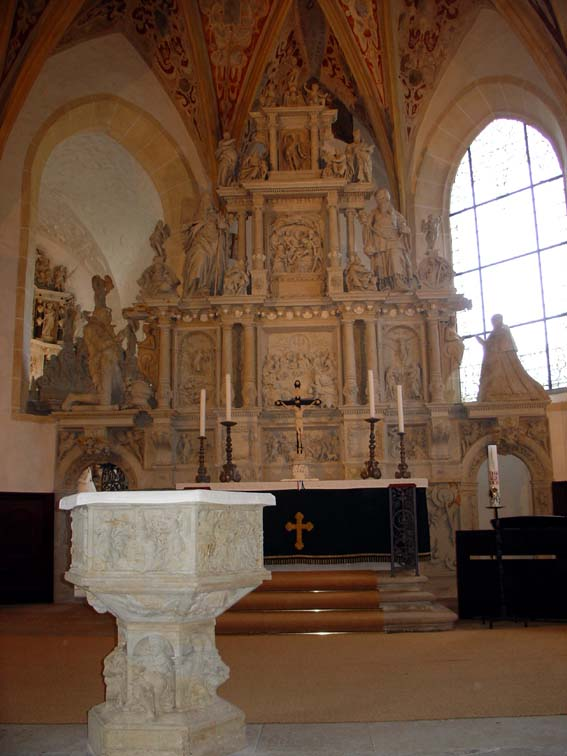
Altaar in deze kerk
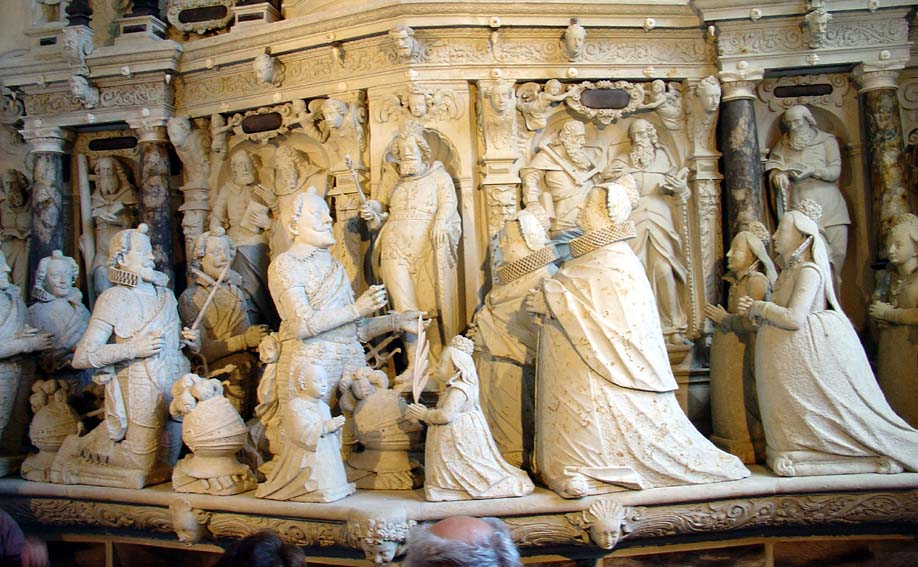
Grafkapel Von Bünau, reliëf
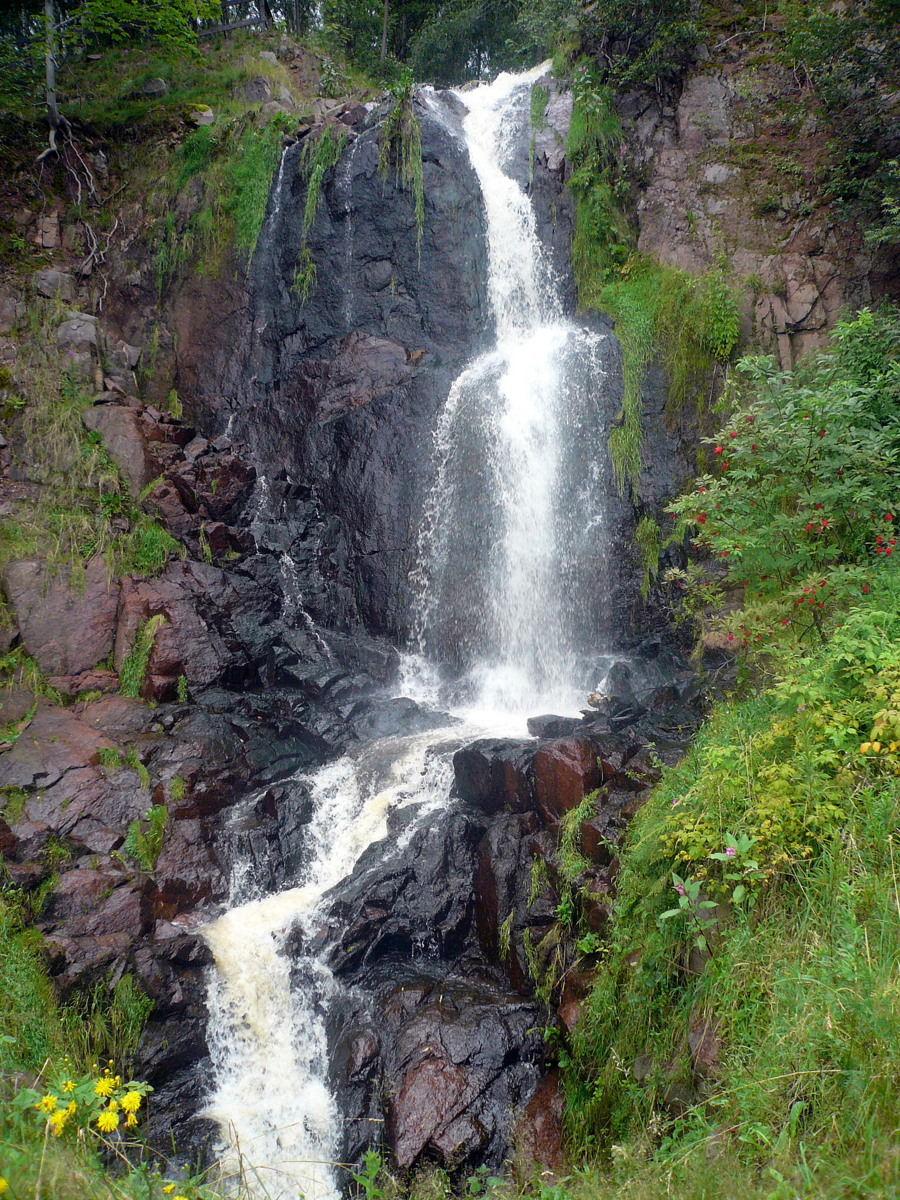
Tiefenbach-Wasserfall (660 m boven zeeniveau)

## Belangrijke personen in relatie tot Geising
- Geising is de geboorteplaats van twee elkaar opvolgende  Thomascantors:
  - Johann Schelle (1648–1701) en
  - Johann Kuhnau (1660–1722), de voorganger van Johann Sebastian Bach
- De barok-architect George Bähr (geboren te Fürstenwalde bij Geising op 15 maart 1666; overleden op 16 maart 1738 te Dresden) was de ontwerper van de Frauenkirche (Dresden) en van verscheidene andere kerkgebouwen in Zuidoost-Duitsland.
- De Duitse bobsleester en tv-persoonlijkheid Sandra Kiriasis (geb. 1975 te Dresden) woonde als kind te Geising.

## Partnergemeentes
- Liebenau onderhoudt jumelages met gelijknamige plaatsen in Oostenrijk en elders in Duitsland, te weten Liebenau (Hessen), Liebenau (Nedersaksen) en Liebenau (Opper-Oostenrijk).
- Geising zelf onderhoudt partnerschappen met Schiltach in het Zwarte Woud en met buurgemeente Krupka in Tsjechië.